# Аргајл (Џорџија)
Аргајл (Џорџија) (енгл. Argyle) град је у америчкој савезној држави Џорџија. По попису становништва из 2010. у њему је живело 212 становника.

## Демографија
Према попису становништва из 2010. у граду је живело 212 становника, што је 61 (40,4%) становника више него 2000. године.
| Група             | 2000.       | 2010.       |
| Белци             | 111 (73,5%) | 110 (51,9%) |
| Афроамериканци    | 30 (19,9%)  | 94 (44,3%)  |
| Азијати           | 0 (0,0%)    | 0 (0,0%)    |
| Хиспаноамериканци | 4 (2,6%)    | 8 (3,8%)    |
| Укупно            | 151         | 212         |